# 拉菲號驅逐艦 (DD-459)
拉菲号驱逐舰（英語：USS Laffey，舷号DD-459），是二战期间美國海軍的一艘班森级驱逐舰，以南北战争时期美國海軍水手、荣誉勋章授勋者巴特利特·拉菲（1841–1901）命名，也是首艘以他为名的舰船。她于美国参战前夕下水，生涯短暂却参与了埃斯佩兰斯海角海战、瓜達爾卡納爾海戰等太平洋战争前期至关重要的战斗。1942年11月13日瓜達爾卡納爾海戰期间，拉菲号借助夜色掩护长衝入日軍艦隊中央，在不到10米的距离上和比叡号战列舰激烈交火，擊傷包括艦隊司令在內的多名高級軍官，重创日军指挥系统；面对日军两艘战列舰、一艘巡洋舰和三艘驱逐舰的围攻，拉菲号不顾身单力薄仍顽强战斗，直至寡不敌众，在交火中沉没。其无畏表现获得了罗斯福总统的嘉奖。拉菲之名由一艘艾倫·M·桑拿級驅逐艦继承。

## 设计建造

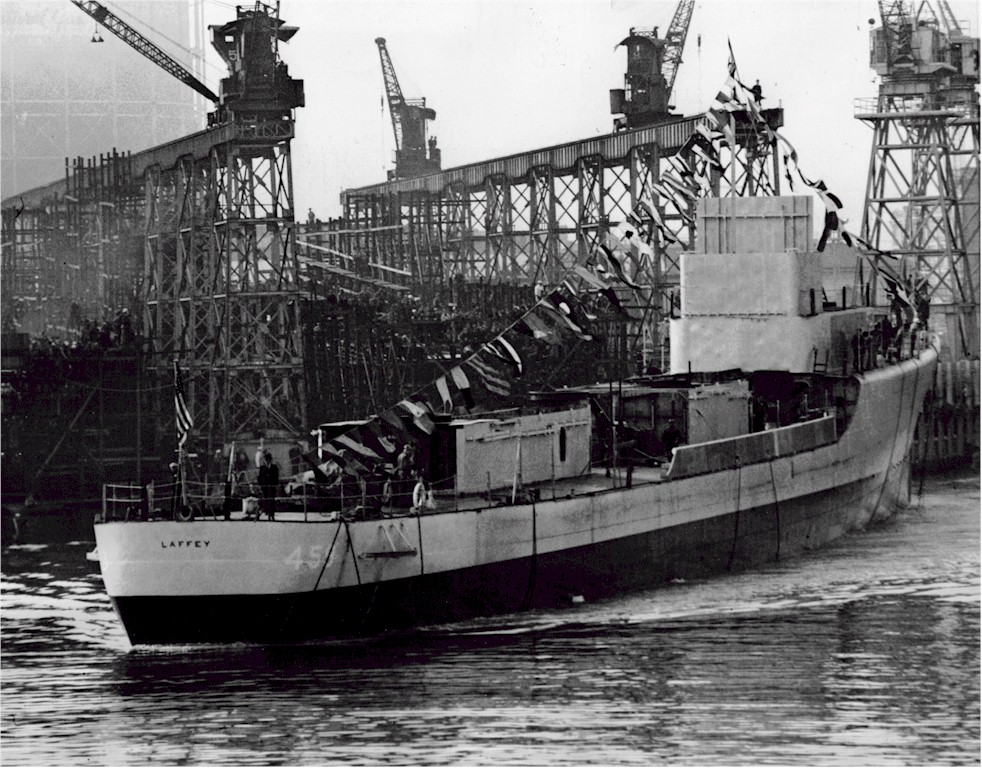
缓缓入水的拉菲号驱逐舰，1941年10月30日。

1940年7月法國淪陷，欧洲形势骤然严峻。面对德国海军日益增加的威胁，美国国会通过了两洋舰队法案，一次性批准了115艘驱逐舰的建造规划，拉菲号即为其中一艘，由加州旧金山市的伯利恒鋼鐵厂负责建造。
包括拉菲号在内的前72艘驱逐舰本应按照1941年的海军财政预算建造成更大、更强的弗莱彻级，但由于需求迫切，最终不得不服从于现实，按照班森级和格里維斯級的标准修建。这两级属于过渡型设计，有重心偏高和防空薄弱的缺陷，故伯利恒鋼鐵厂在建造拉菲号时作了一些改进：比起战前建造的姐妹舰，拉菲号将主炮从5座减少为4座，本来3号主炮塔的位置安装1座俗称“芝加哥钢琴”的四管1.1英寸（28）高射炮；原有的12.7毫米高射机枪全部升级为厄利孔20毫米高射炮，并增加了雷达等现代化搜索设备。全舰于1941年1月13日动工铺设龙骨；1941年10月30日下水，巴特利特·拉菲的孙女、赞助人爱莲娜·G·福格蒂女士主持下水仪式；1942年3月31日，拉菲号正式交付美国海军服役，首任（同时也是最后一任）舰长为威廉·E·汉克海军少校。

## 作战经历

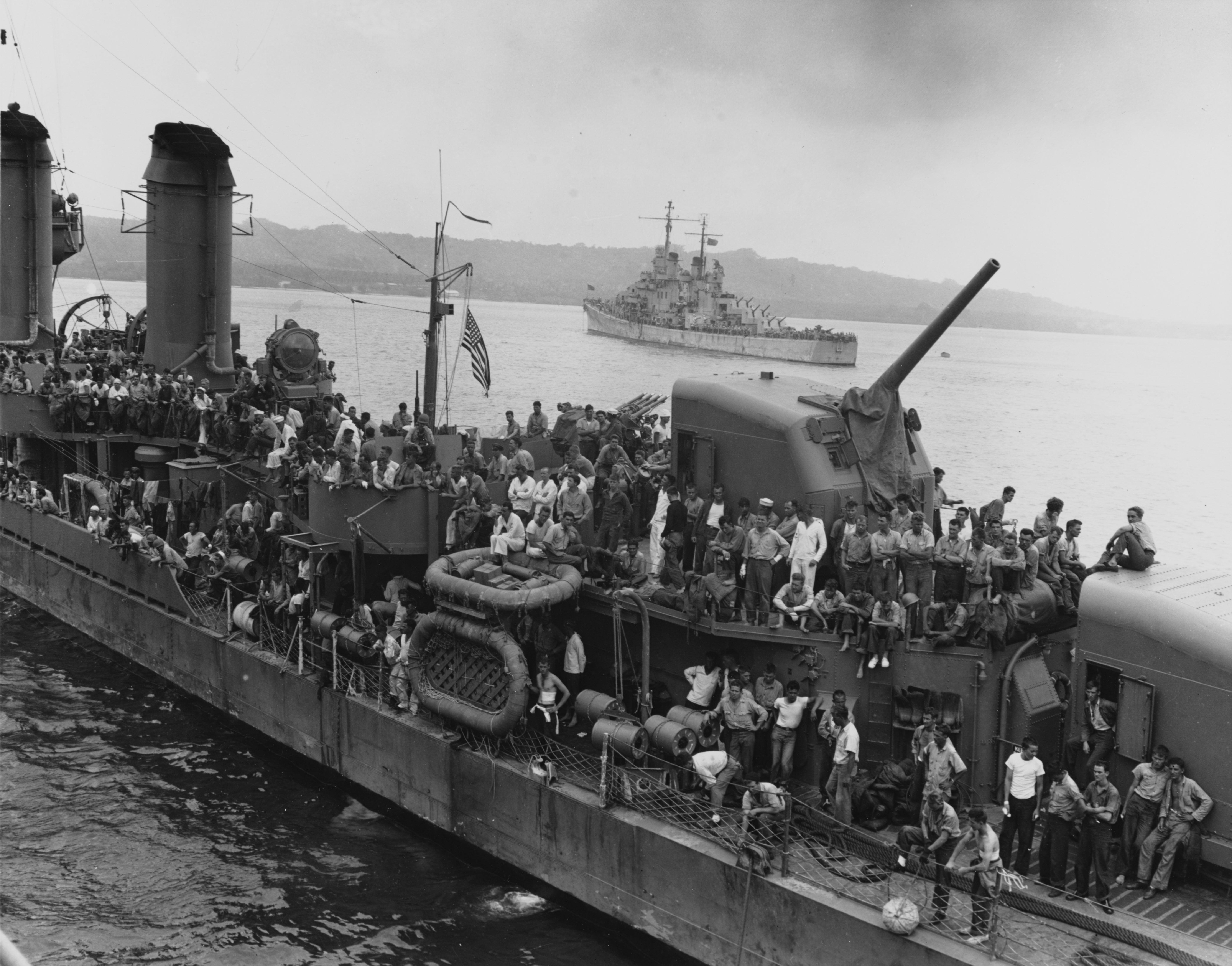
满载胡蜂號航空母艦幸存者返回母港的拉菲号驱逐舰，后方为朱诺号轻巡洋舰。

完成简单的海试后，拉菲号即刻启程，途径珍珠港奔赴太平洋戰區。她于1942年8月28日抵达瓦努阿图的埃法特岛，随即开始追猎附近海域的日军潜艇；不久，拉菲号被编入利·诺伊斯海军少将的第18特遣舰队第23驱逐舰队（英語：TF 18 DesDiv 23），参与进攻瓜达尔卡纳尔的海上行动。
9月15日，第18特遣舰队航行至馬基拉島东南约150海里（280）处时，旗舰胡蜂號航空母艦遭日军伊-19潜艇攻击，身中四枚鱼雷后沉没。拉菲号救起了部分船员，将他们平安送至最近的圣埃斯皮里图岛。失去旗舰后，拉菲号划归诺曼·斯科特少将的第64特遣舰队（英語：TG 64.2）麾下，和主力集合后于9月18日到达新喀里多尼亞的努美阿。

### 埃斯佩兰斯海角海战

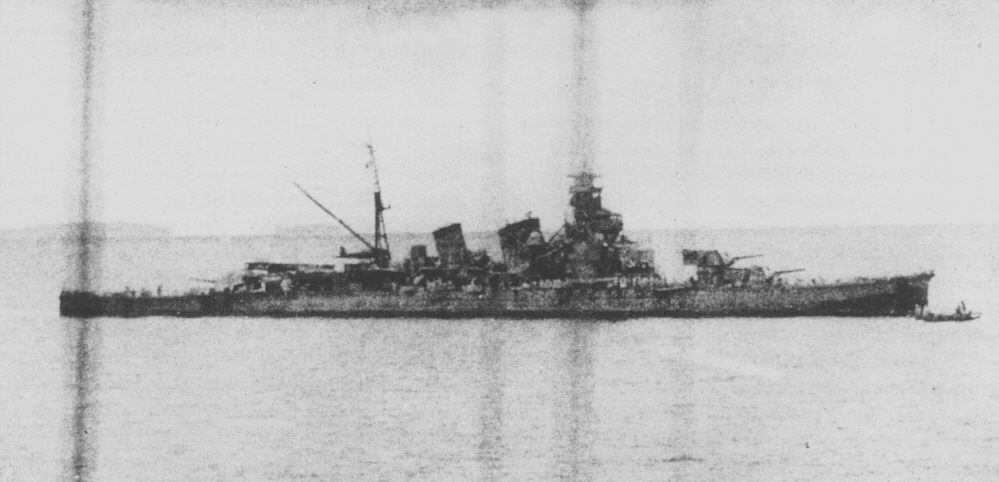
埃斯佩兰斯海角海战后重创的青叶号重巡洋舰。

1942年10月，瓜達爾卡納爾島戰役正处于白热化的拉锯阶段。美日双方海军为支援陆战攻势频繁交锋，打击对方运输舰队的同时保护己方运输舰队不受打击。10月7日，斯科特少将奉盟军南太平洋战区总司令罗伯特·L·戈姆利海军中将之命，率领第64特遣舰队从圣埃斯皮里图岛出发，拦截出没于瓜岛附近海域的日军舰队。除了拉菲号外，第64特遣舰队还包括两艘重巡洋舰（旗舰旧金山号和盐湖城号）、两艘轻巡洋舰（博伊西号和海伦娜号）以及四艘驱逐舰（法伦霍尔特号、邓肯号、布坎南号和麦卡拉号）。10月11日，第64特遣舰队通过埃斯佩兰斯海角，向薩沃島以西海域挺进。当日早些时候，斯科特少将接到情报， 称发现一支两艘重巡和六艘驱逐舰组成的日军舰队，于是他将舰队排成一列纵队，法伦霍尔特、邓肯和拉菲在前，布坎南、麦卡拉殿后，巡洋舰位于中间。23时32分，斯科特少将决定向西南继续索敌，便下令取230度左转掉头，前卫的驱逐舰放慢速度，等巡洋舰通过后再加速追上。如此一来，美军舰队就变成了两排，法伦霍尔特、邓肯和拉菲位于巡洋舰队右舷。
与此同时，海伦娜号、博伊西号和旧金山号的雷达分别于23时32分、35分和40分发现了一个水面目标。那其实是日军少将五藤存知指挥的第六战队，包括三艘重巡洋舰（青叶号、古鹰号和衣笠号）和两艘驱逐舰（吹雪號和初雪號）。但斯科特少将却误以为那是右舷的三艘友军驱逐舰，没有通报后者。拉菲号等就在毫不知情的情况下飞速缩短着和日舰距离，最近时约5,000碼（4,600）。23时30分，拉菲号进入战斗状态。
另一方面，五藤少将同样误判了对手，也以为接近的舰艇为友军，甚至用探照灯向对方自报姓名。23时46分，双方狭路相逢，美军舰队恰好抢占T字横头阵位，所有军舰一齐开火。日军旗舰青叶号猝不及防，在一分钟内中弹40余发。拉菲号集中火力攻击青叶号的上层建筑，并击毁其B炮塔。青叶号撤退后，拉菲号转而开始攻击右舷逆向而行的吹雪號，配合旧金山号迅速将其击沉。随后她向撤退的日舰发射照明弹，协助友军追击，并用炮火赶走初雪號，阻止其向美舰发射鱼雷。0时20分，斯科特少将见敌行踪不定，下令停止追击，鸣金收兵。此战日军损失了古鹰号重巡洋舰和吹雪号驱逐舰，美军邓肯号驱逐舰伤重沉没，拉菲号在战斗中毫发无损。战斗结束后，拉菲号随第64特遣舰队返航，于10月13日回到圣埃斯皮里图岛。

### 瓜达尔卡纳尔岛海战

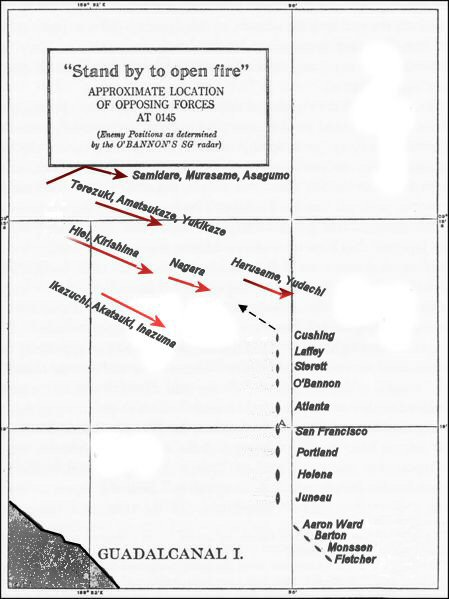
11月13日午夜两军态势，拉菲号紧跟库欣号，处于舰队第二的位置。

1942年11月11日，拉菲号加入第67特遣舰队水面打击群（英語：TG 67.4），护送7艘运输舰由努美阿前往伦加海峡。次日下午14时08分，日军出动21架鱼雷攻击机突袭正在卸货的运输舰，包括拉菲号在内的护航舰队将其成功击退。日军损失12架战机，美军旧金山号重巡洋舰被一架坠落的日机撞伤。是日，丹尼尔·卡拉汉少将奉命带领第67特遣舰队前往薩沃島海域，迎战进犯的日军水面舰队，拉菲号担任舰队前卫。
13日1时24分，美日两军在萨沃岛东南约5海里处不期而遇。双方相向而行，距离仅3,000碼（2,700）。1时50分，日军舰队冲入美军舰队左翼，双方在平射距离展开混战。拉菲号紧跟舰队先导库欣号驱逐舰深入敌阵，正准备对方位315度的大型军舰开火时，发现日军第六驱逐舰队的曉號驅逐艦在用探照灯照射亚特兰大号轻巡洋舰，轮廓十分清晰，便转而攻击晓号。拉菲号用主炮接连命中晓号，摧毁其引擎。失去动力的晓号很快被亚特兰大号、旧金山号和海伦娜号等乱炮击沉。
当晚正值新月，漆黑一片，能见度极低。黑暗中，拉菲号的观察哨突然报告左舷1,000碼（910）处出现大型军舰，日军舰队司令阿部弘毅中将坐镇的比叡號戰列艦正打着探照灯，以25节高速拦腰冲来。汉克舰长当即下令左舷五枚鱼雷齐射（其中两枚命中，但由于过近引信没有起爆）并全速规避，方才勉强躲开。拉菲号和比叡号最近时相距仅10—20英尺（3.0—6.1），是風帆戰艦时代以来最近的一次交锋。两舰距离如此之短，以至于比叡号的舰炮由于俯角不足竟无法瞄准拉菲号。后者借此机会用所有武器从后方对准比叡号的舰桥猛烈射击，倾泻的炮弹将其罗经舰桥和射击指挥所彻底摧毁。日军首席参谋铃木正金中佐当场阵亡，阿部弘毅中将和舰长西田正雄大佐在内所有高级将领也都不同程度受伤。得手后的拉菲号立刻从比叡左舷加速脱离，准备回归队形。
此时拉菲号由于过于冒进，已身陷日军舰队重围：后方是舰桥一片火海的比叡号；右舷是另一艘金刚级战列舰雾岛号；在前方，第四水雷战队的三艘驱逐舰（村雨号、五月雨号、朝云号）正快速逼近，远处还有轻巡洋舰长良号。在敌众我寡的情况下，汉克舰长决定首先解决左舷的村雨号。经过短暂交火，村雨号的一个锅炉被拉菲号的5英寸主炮摧毁，被迫退出战斗。甩掉村雨号后，拉菲号随即调转炮口迎击另一艘“陽炎级驅逐艦”（夕雲级驅逐艦朝云号误认）。在周旋中，拉菲号的2号、3号、4号主炮塔和鱼雷发射管相继被击毁，但仍用仅剩的一门主炮顽强还击；随着距离拉开，拉菲号又重新进入比叡号的射程，巨舰的14英寸主炮首轮即对其构成跨射，次轮命中舰桥；在多舰围攻下，拉菲号的海图室、锅炉室、发电室也屡屡中弹。
1时52分许，一枚可能来自照月號驅逐艦的九三式魚雷击中拉菲号左舷舰尾，船体从3号炮塔处断成两截，动力全失并燃起熊熊大火。汉克舰长见撤退无望，于1时55分下令弃舰。5分钟后，火势蔓延至弹药库，鱼雷殉爆引发全舰连锁爆炸，拉菲号立刻沉没。包括舰长在内约三分之一的船员在这次爆炸中丧生。幸存者和随后沉没的亚特兰大号轻巡洋舰船员汇合，共乘救生艇登陆瓜岛获救。
美軍第67特遣舰队在1月12日夜~13日凌晨的激战中损失惨重。相比日军折损了一艘重巡洋舰和两艘驱逐舰，美军包括诺曼·斯科特少将旗舰亚特兰大号轻巡洋舰在内共有两艘轻巡洋舰和四艘驱逐舰沉没。其中拉菲号全舰247人中59人阵亡、116人受伤。以此为代价，第67特遣舰队挫败了日军当晚炮轰亨德森机场的计划，为登陆部队争取了宝贵的一天时间。尤其是拉菲号的舍身一搏消灭了阿部弘毅中将的参谋幕僚并破坏了比叡號的精确射击能力，迫使阿部中将最终放弃任务，带领舰队撤出战斗。比叡号从13日天亮开始即受美军不断空袭，被迫自沉。

## 后续

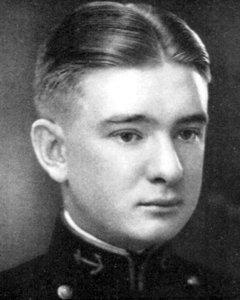
拉菲号舰长，两枚海軍十字勳章授勋者威廉·E·汉克少校。

### 嘉奖
拉菲号的奋战极大地振奋了美国海军和民众的士气。各大报刊立刻刊登了她的英雄事迹以鼓舞民心，包括南太平洋战区总司令哈尔西上将在内也先后致信嘉奖。拉菲号舰长威廉·E·汉克少校因其非凡勇气追授海軍十字勳章加佩金星章；大副以下共6人获授银星勋章、銅星勳章或海军及陆战队勋章。在8个月的短暂生涯中拉菲号共获得3枚战斗之星。
瓜达尔卡纳尔海战胜利后，美国总统罗斯福将美國总统单位嘉奖授予拉菲号的全体船员。在美国二战期间入役的约292艘驱逐舰中，仅8艘获此殊荣。嘉奖令正文如下：
美利堅合眾國總統榮幸地将总统单位嘉奖授予

以表彰下文所述事蹟：
“兹嘉奖拉菲号驱逐舰在1942年9月15日至11月13日于南太平洋战场中对抗日军的杰出表现。她不顾附近仍有敌潜艇出没，毅然对（胡蜂号）落水船员伸出援手；在埃斯佩兰斯海角海战中崭露头角后，她又成功击退敌鱼雷机空袭；在萨沃岛的决战中，尽管已遍体鳞伤且燃起烈火，拉菲号仍对进犯之敌予以迎头痛击。在敌人仓皇撤退后，不幸伤重沉没。她为我们树立了一个英勇不屈的光辉榜样。”

### 纪念
为纪念拉菲号和她的舰长在瓜達爾卡納爾海戰中的无畏表现，两艘1943年新建的艾倫·M·桑拿級驅逐艦分别获名拉菲号 (DD-724)和漢克號 (DD-702)。新拉菲号继承了前辈的骁勇，在冲绳岛战役日军的菊水特攻期间，替航空母舰挡下多达5架神風特攻机的撞击，身负重伤仍坚持作战，同样获得总统单位嘉奖，这在美国海军史上绝无仅有。
1992年，一支由美國海軍老兵、海洋學家羅伯·巴拉德带领的國家地理學會科考队在距瓜达尔卡纳尔岛约半英里外发现了沉没半个世纪的拉菲号驱逐舰残骸。拉菲号座于海底，舰艏至舰舯的前三分之二完好，但舰尾已不复存在。舰艏的两座5英寸主炮仍指向左舷，舰桥被比叡号主炮贯穿的孔洞清晰可见，一切都与幸存者所描述的相符。2006年4月7日，拉菲号舰长威廉·E·汉克之女凯莉·W·希尔斯乘船来到拉菲号沉没地点，为其敬献花圈。

### 引用
1. 1 2 3 4 5 6 7 8  Naval History and Heritage Command 2015.
2. 1 2 3 4 5  Destroyer History Foundation 2015.
3. 1 2  Laffey II (DD-724) 2015.
4. 1 2  McComb & Wright 2011，第17頁.
5. ↑  Wilde 1996，第41頁.
6. ↑  . （原始内容存档于2011-08-23）.
7. ↑  Wasp VIII (CV-7) 2015.
8. ↑  . （原始内容存档于2020-02-10）.
9. ↑  Cook 1992，第19-20頁.
10. ↑  Frank 1992，第295-297頁.
11. ↑  Morison 2010，第148-149頁.
12. ↑  Wilde 1996，第50頁.
13. ↑  Cook 1992，第153-158頁.
14. ↑  Morison 2010，第154-156頁.
15. ↑  古村啓蔵 2015，第128-131頁.
16. ↑  Wilde 1996，第59頁.
17. ↑  Bertke, Smith & Kindell 2014，第212頁.
18. ↑  Cook 1992，第96-97頁.
19. ↑  . （原始内容存档于2020-02-10）.
20. ↑  Frank 1992，第439頁.
21. ↑  新屋順子 2007，第10-21頁.
22. ↑  Morison 2010，第242-243頁.
23. 1 2 3 4  History of USS Laffey (DD-459) 1952，第2頁.
24. ↑  Hammel 1988，第137-141頁.
25. 1 2 3  Wilde 1996，第99頁.
26. 1 2  戦史叢書83 1975，第365-366頁.
27. ↑  渊田美津雄 & 奥宮正武 2008，第101頁.
28. ↑  Bertke, Smith & Kindell 2014，第375頁.
29. ↑  豊田穣 1999，第142-144頁.
30. ↑  第4水雷戦隊戦闘詳報 1958，第35頁.
31. ↑  第4水雷戦隊戦闘詳報 1958，第33頁.
32. 1 2 3 4  . 1942-11-16 （英语）.
33. ↑  Wilde 1996，第94頁.
34. ↑  Frank 1992，第442頁.
35. 1 2  Wilde 1996，第96頁.
36. ↑  Frank 1992，第461頁.
37. ↑  豊田穣 1999，第172頁.
38. ↑  Wilde 1996，第117頁.
39. ↑  Wilde 1996，第101頁.
40. ↑  Wilde 1996，第107-113頁.
41. ↑  Yount 2009，第80頁.

### 文献
- Bertke, Donald A; Smith, Gordon; Kindell, Don.  7. Bertke Publications. 2014: 442. ISBN 978-1937470111 （英语）.
- Cook, Charles. . Annapolis, MD: US Naval Institute Press. 1992: 156. ISBN 978-1557501264 （英语）.
- Frank, Richard B. . New York, NY: Penguin Group. 1992: 428-461. ISBN 978-0140165616 （英语）.
- Hammel, Eric M. . Pacifica, CA: Pacifica Military History. 1988: 516. ISBN 978-0935553352 （英语）.
- McComb, Dave; Wright, Paul. . Bloomsbury USA: New Vanguard. 2011: 48. ASIN B01BY303EY. ISBN 9781846034435 （英语）.
- Morison, Samuel Eliot.  5. Annapolis, MD: Naval Institute Press. 2010: 480. ISBN 978-1591145516 （英语）.
- Naval History and Heritage Command. . U.S. Navy. 2015-07-28  [2017-05-28]. （原始内容存档于2021-03-19） （英语）.
- Naval History and Heritage Command. . U.S. Navy. 2015-07-28  [2017-05-28]. （原始内容存档于2021-03-20） （英语）.
- Naval History and Heritage Command. . U.S. Navy. 2015-10-26  [2017-05-28]. （原始内容存档于2021-03-19） （英语）.
- Office of Naval Records and History Ships' History Section Navy Department. . 1952: 3 （英语）.
- Schom, Alan.  1. New York, NY: W. W. Norton & Company. 2004: 576. ISBN 978-0393326284 （英语）.
- USS Laffey (DD-459). . No Serial. NARA. 1942-11-14: 3 （英语）.
- . Destroyer History Foundation. 2015. （原始内容存档于2015-10-19） （英语）.
- Wilde, E. Andrew.  (PDF). Needham, Massachusetts: Privately published by the editor. 2001: 192 [1996]  [2017-05-30]. （原始内容存档 (PDF)于2015-12-21） （英语）.
- Willshaw, Fred. . NavSource Naval History.   [2015-05-28]. （原始内容存档于2020-02-20） （英语）.
- Yount, Lisa. . New York, NY: Chelsea House Pub. 2009: 156. ASIN B00D12KPY0. ISBN 978-0816061730 （英语）.
- 第4水雷戦隊司令部. . 防衛省防衛研究所. 1958: 54 （日语）.
- 防衛庁防衛研修所戦史室. . 東京都: 朝雲新聞社. 1975: 579. ASIN B000J87R90 （日语）.
- 豊田穣（日语：豊田穣）. . 東京都: 光人社. 1999: 335. ISBN 978-4-7698-2234-9 （日语）.
- 古村啓蔵（日语：古村啓蔵）. . 東京都: 潮書房光人社. 2015: 350. ISBN 978-4-7698-1590-7 （日语）.
- 新屋順子. . キリスト新聞社. 2007: 58. ISBN 978-4873955056 （日语）.
- 淵田美津雄; 奥宮正武. . 東京都: 学習研究社. 2008: 503. ISBN 978-4059012221 （日语）.